# Yangchuanosaurus zigongensis
Yangchuanosaurus zigongensis es una especie del género extinto Yangchuanosaurus ("lagarto de Yang-chuan") de dinosaurio terópodo metriacantosáurido, que vivió de mediados del  período Jurásico, hace aproximadamente entre 167 a 157 millones de años, desde el Bathoniense al Calloviense , en lo que hoy es Asia. Sus restos fueron encontrados en Zigong, China. Yangchuanosaurus zigongensis se conoce a partir de cuatro especímenes, incluido su holotipo ZDM 9011, un esqueleto poscraneal parcial, ZDM 9012, un maxilar izquierdo, ZDM 9013, dos dientes y ZDM 9014, un miembro posterior derecho. Fue descrito por primera vez por Gao en 1993, y todos los especímenes fueron recolectados de la Formación Xiashaximiao del Jurásico Medio en la Cantera de Dinosaurios Dashanpu de Zigong, Sichuan. Carrano et al. en 2012 asignaron un tercer espécimen a Y. shangyouensis CV 00214 está representado por un esqueleto poscraneal parcial al que le falta el cráneo. La Formación Shangshaximiao se encuentra en la cantera de Wujiaba, cerca de la ciudad de Zigong, Sichuan . CV 00214 fue incluido originalmente por Dong et al. en 1978 en una lista de fauna como una nueva especie de Szechuanosaurus, Szechuanosaurus "yandonensis". No hay descripciones ni ilustraciones de S. " yandonensis". Más tarde, Dong et al. en 1983 lo describió y lo asignó a Szechuanosaurus campi, una especie dudosa que se conoce solo por cuatro dientes. Carrano et al. en 2012 notaron que CV 00214 no se puede asignar a S. campi porque los materiales holotípicos de S. campi, IVPP V.235, IVPP V.236, IVPP V.238,IVPP V.239, todos ellos dientes, no son diagnósticos y no se conservan los dientes en CV 00214. Un nuevo estudio reciente de CV 00214 realizado por Daniel Chure en 2001 concluyó que representaba un nuevo taxón, llamado informalmente "Szechuanoraptor dongi", en el que también debería incluirse Szechuanosaurus zigongensis. Sin embargo, la revisión más reciente hecha por Carrano et al. en 2012 sugirió que CV 00214 y "S." zigongensis no puede ser coespecífico ya que no hay autapomorfias compartido entre ellos, y el último se deriva de la Formación Xiashaximiao subyacente. Un análisis filogenético encontró que CV 00214 está más estrechamente relacionado con Y. shangyouensis y, por lo tanto, el primero se le puede asignar. Además, se descubrió que Szechuanosaurus zigongensis estaba estrechamente relacionado con Y. shangyouensis y, por lo tanto, fue designado como la segunda especie de Yangchuanosaurus.